# 합성궁

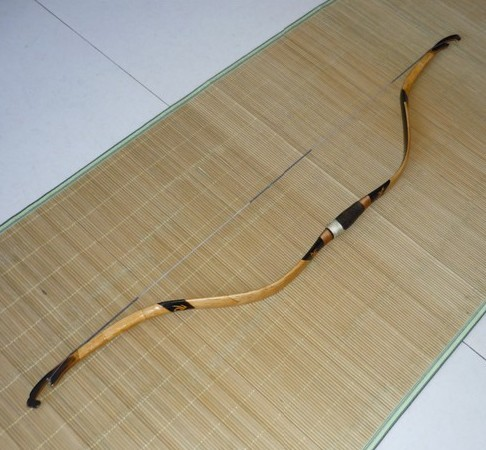
명나라의 합성궁을 복원한 것.

합성궁(合成弓, composite bow)은 목재와 짐승의 뿔, 힘줄 따위 비목재 재료를 조합하여 만들어낸 활이다. 아시아 유목민족의 몽고궁, 한반도의 각궁이 대표적이다.
영국의 장궁, 일본의 대궁처럼 두 가지 이상의 목재를 접착하여 만든 활은 복합궁이라 하여 합성궁과 구분된다.

## 같이 보기
- 쇠뇌
- 웨일스 장궁
- 장궁
- 궁술
- 궁기병
- 활의 모양